# Адамов, Александр Алексеевич
Александр Алексеевич Адамов (19 (31) мая 1870, Санкт-Петербург, Российская империя — 8 ноября 1938, Белград, Югославия) — русский историк-востоковед, дипломат. Консул в Багдаде, Басре и Кермане. Генеральный консул в Турции со штаб квартирой в Эрзуруме с 1912 года. В 1917 году, при Временном правительстве, — чиновник на Кавказе.

## Биография
Александр Алексеевич Адамов родился 19 (31) мая 1870 года в Санкт-Петербурге, столице Российской империи, в семье статского советника и преподавателя математики Алексея Александровича Адамова и его супруги, Клавдии Андреевны, урождённой Петровой. Первоначально он обучался в Ларинской гимназии здесь же, окончил её в 1887 году и в том же году поступил на восточный факультет Императорского Санкт-Петербургского университета. Его Александр окончил 4 года спустя, получив диплом первой степени и степень магистра восточных языков, и поступил в Учебное отделение восточных языков при Министерстве иностранных дел Российской империи. Спустя два года, после его окончания, поступил на работу в азиатский департамент министерства.
Адамов стал первым русским консулом в Басре. Помимо этого поста он в дальнейшем занимал пост консула в Багдаде и Кермане, где в дальнейшем написал одно из двух своих сочинений — отчёт о торговых портах в Южной Персии. В 1912 году Александр направился в Турцию, где занимал должность генерального консула России в Эрзуруме и написал книгу «Ирак арабский», посвящённую истории страны с ранних времён до 1900-х годов. По оценке историка И. П. Сенченко, она не утратила своё значение и поныне. Был членом Санкт-Петербургского, в дальнейшем Петроградского общества востоковедов. Находился в Эрузуруме до июня 1917 года, когда Временное правительство отправило его на Кавказ в Тифлис — как чиновника «для сношений делегатов европейских держав с командующим Кавказским краевым комитетом».
По приходе к власти большевиков покинул страну. С 1920 года начальник консульского отдела Делегации, ведающей интересами русских эмигрантов в КСХС. Скончался в столице пришедшего на смену КСХС королевства Югославия Белграде 8 ноября 1938 года на 69 году жизни.
Как учёный занимался преимущественно изучением истории и этнографии народов Ближнего и Среднего Востока.

## Сочинения
- Адамов А. Торговля портов южной Персии (Донесение драгомана генерального консульства в Тавризе) (рус. дореф.) // Сборник консульских донесений  / Министерство иностранных дел. — СПб., 1898. — Вып. II. — С. 129—138.
- Адамов А. Ирак арабский. Босфорский вилайет в его прошлом и настоящем (рус. дореф.) / А. А. Адамов. — СПб.: Тип. Гл. упр. уделов, 1912. — 616 с.